# Modautal
Modautal é um município da Alemanha, situado no distrito de Darmstadt-Dieburg, no estado de Hesse. Tem 31,79 km² de área, e sua população em 2019 foi estimada em 5.096 habitantes.